# Здание старой таможни, Монтерей
Здание старой таможни (англ. Old Custom House, исп. Antigua Aduana) — самое старое сохранившееся правительственное здание штата Калифорния, построенное в 1827 году мексиканскими властями в городе Монтерей (Калифорния), на тот момент являвшемся столицей Альта Калифорнии. Бывшее здание таможни является первой Исторической достопримечательностью Калифорнии, и расположено на месте, где в 1846 году коммодор США Джон Слоат поднял американский флаг и объявил Калифорнию частью Соединённых Штатов во время Американского завоевания Калифорнии.

## История

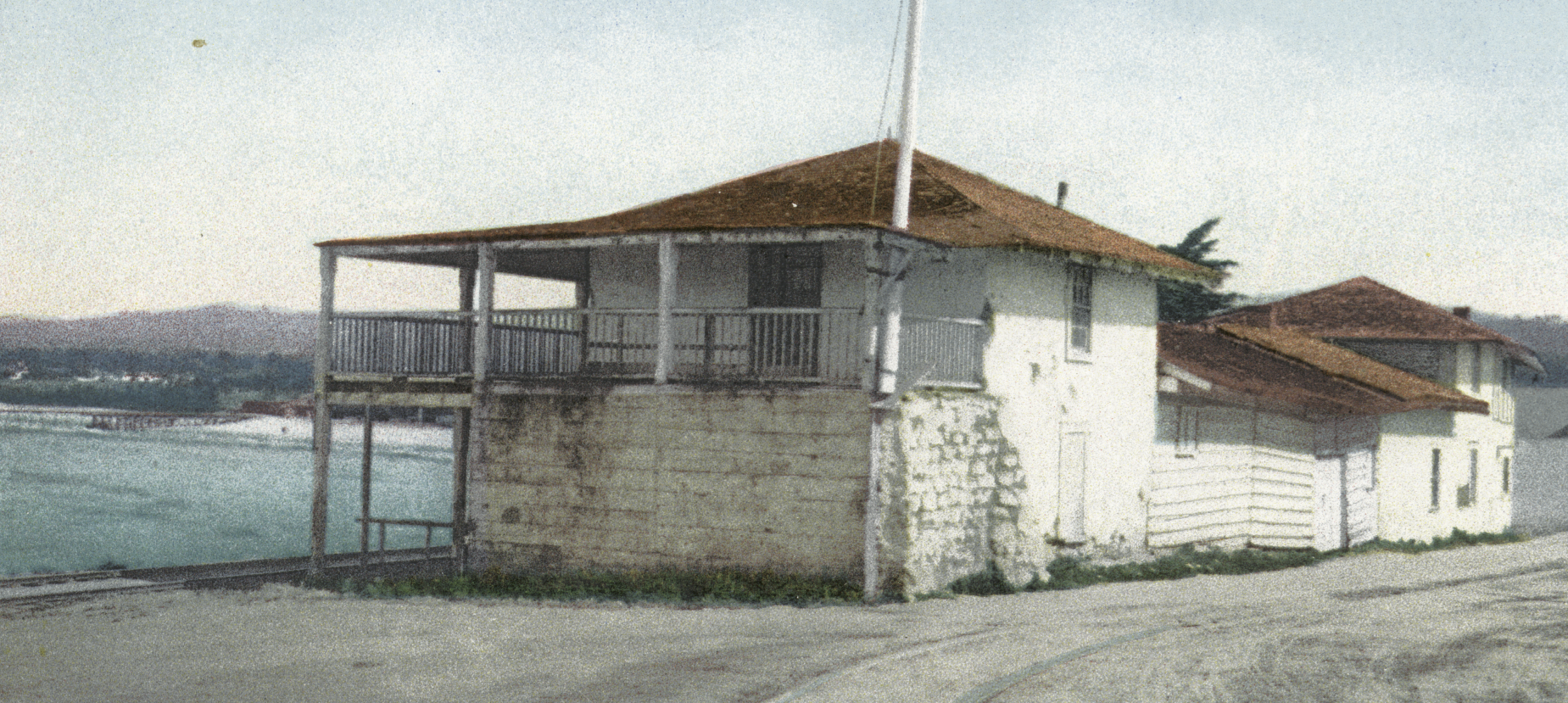
Вид здания Старой Таможни, сфотографировано между 1898 и 1902 годами.

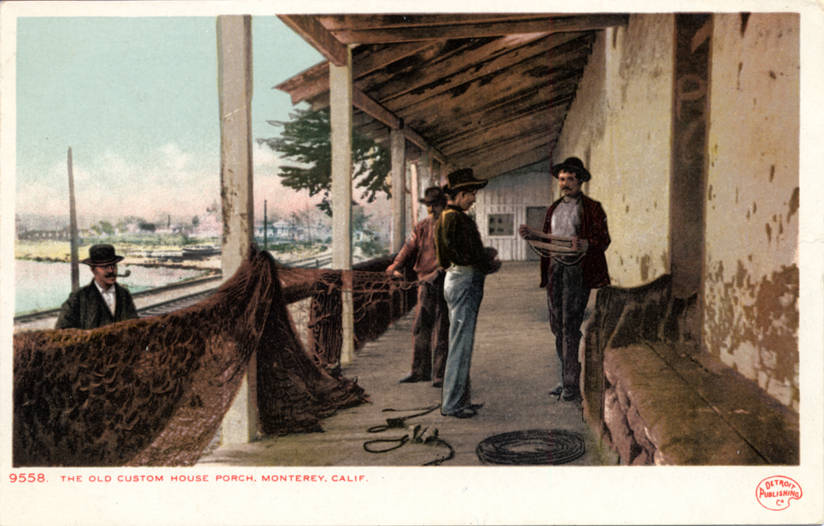
Рыбаки в здании старой таможни, около 1900 г.

В 1821 году Новая Испания — Мексика, выиграла независимость от Испании в Мексиканской войне за независимость и около 25 лет город Монтерей находился на Мексиканской Территории Верхней Калифорнии. Под мексиканским управлением торговые ограничения были сняты и прибрежные порты были открыты для внешней торговли. Это привлекло британских, американских и южноамериканских торговцев.
Для того чтобы собирать таможенные пошлины (налоговые поступления) в порту залива Монтерей, мексиканское правительство построило здание Таможни, таким образом оно стало самым старым правительственным зданием современной Калифорнии.
7 июля 1846 года во время Американо-мексиканской войны, коммодор США Джон Слоат поднял над зданием американский флаг, объявив Калифорнию частью США в период Американского Завоевания Калифорнии.

## Историческое сохранение

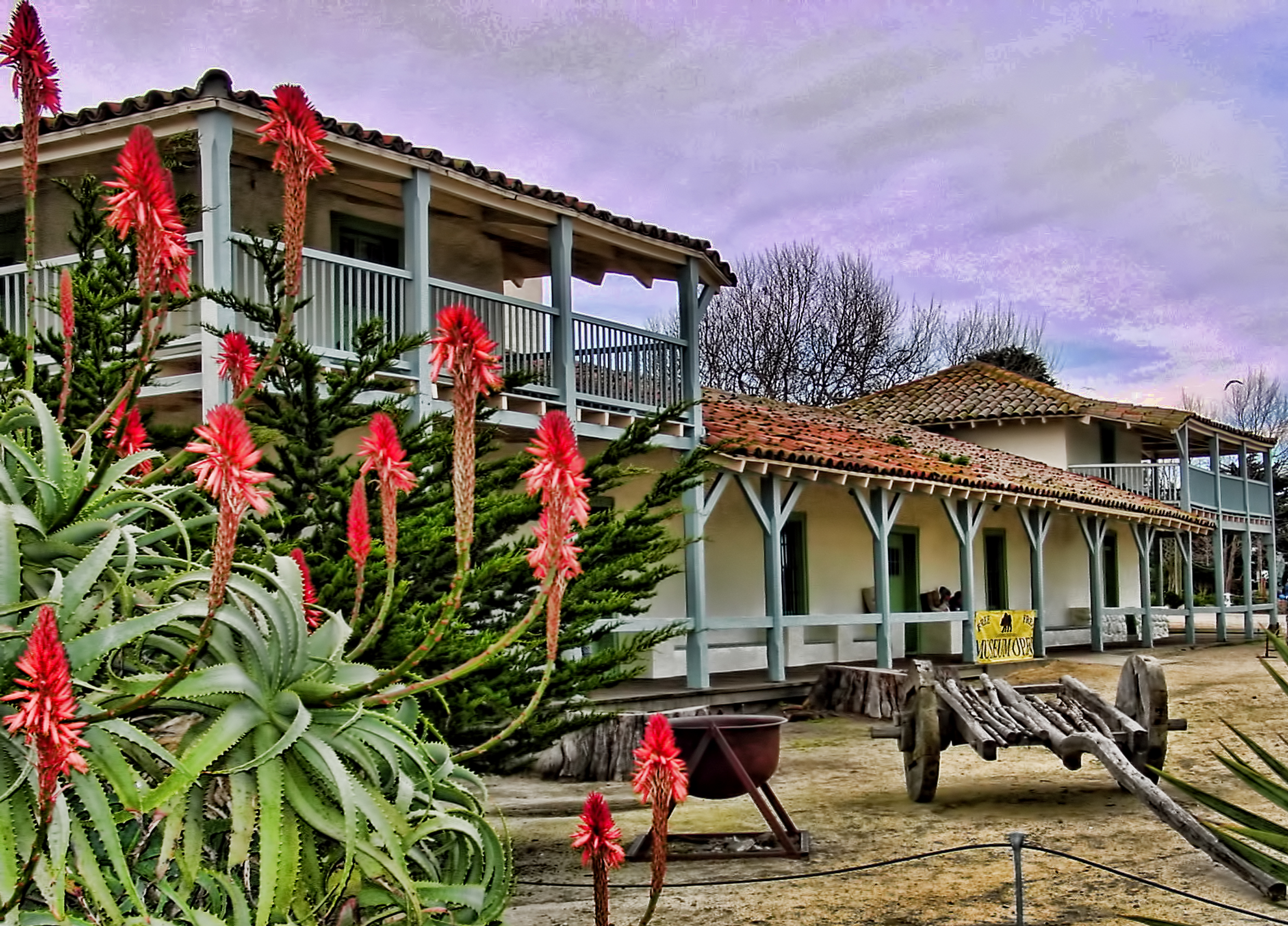
Здание старой таможни в 2004 году.

Коренные сыновья Золотого Запада решили, что здание старой таможни, является достаточно ценной достопримечательностью и оно не должно исчезнуть, если в их власти предотвратить это событие. Собственность принадлежала правительству Соединенных Штатов, но в ранних 1900-х годах Коренные сыновья получили в аренду здания и территории и восстановили их. Позже право на предоставления здания в аренду было передано Государственной Комиссии, назначенной в соответствии с законодательным актом, принятым в 1901 году, который также предусматривал апроприацию на дальнейшее реставрирование здания.
1 июня 1932 года Здание старой Таможни первым получило статус Исторической достопримечательностью Калифорнии,а в 1960 году получило статус Национальной Исторической достопримечательности. Оно входит в состав Государственного Исторического Парка Монтерея, который в свою очередь, вместе с находящимся неподалёку Домом Ларкина, является частью Национального Исторического Достопримечательного Района.